# Biblioteca de fitas

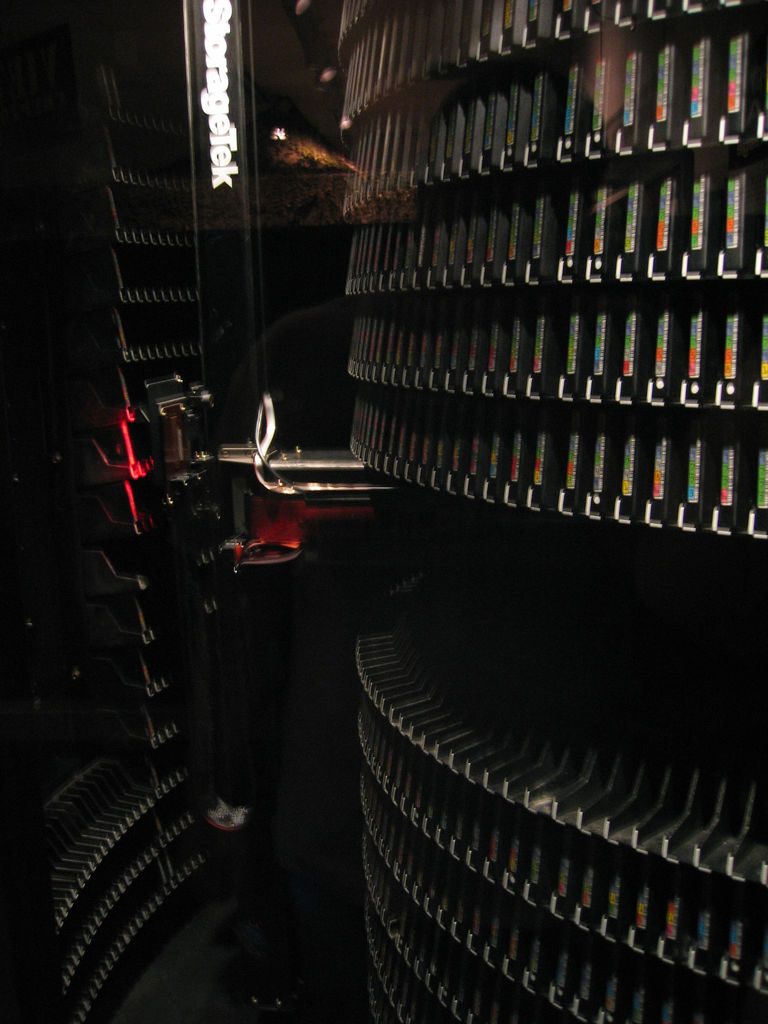
Grande biblioteca de fitas StorageTek Powderhorn, cartuchos de fita com códigos de barra dispostos nas prateleiras da frente, braço-robô movendo-se ao fundo. A altura visível da biblioteca é de cerca de 180 cm.

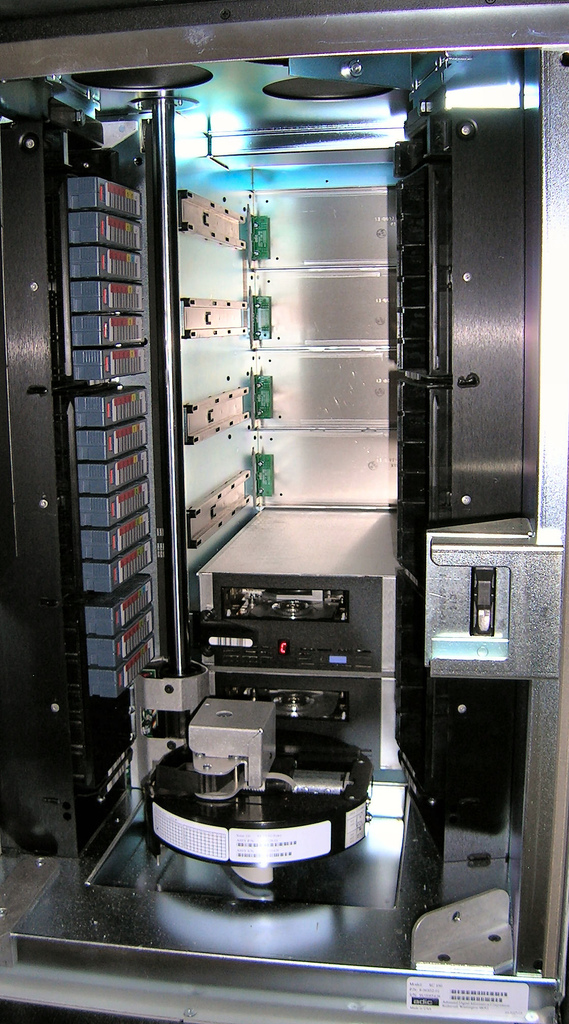
Pequena biblioteca de fitas ADIC Scalar 100, braço-robô visível ao fundo, dois acionadores de fita IBM LTO2 por trás dele. Espaço vago para outros quatro acionadores ao centro. Cartuchos de fita na coluna da esquerda, coluna da direita vazia. Altura visível é de cerca de 70 cm.

Em armazenamento de dados, uma biblioteca de fitas (também tape library, em inglês), é um dispositivo de armazenamento que contém uma ou mais unidades de fita, certa quantidade de nichos para guardar cartuchos de fitas magnéticas, um leitor de código de barras para identificar cartuchos de fita e um método automatizado para inserir as fitas na unidade de leitura (um robot). Um dos primeiros modelos foi o IBM 3850 Mass Storage System (MSS), anunciado em 1974.

## Características
Estes dispositivos podem armazenar imensas quantidades de dados, que no presente vai de 20 terabytes a mais de 50 petabytes de dados, ou cerca de um milhão de vezes a capacidade de um disco rígido típico e bem acima da capacidade que pode ser obtida com sistemas NAS. O preço típico básico de tais soluções começa em torno de US $10.000, enquanto que sistemas de alta capacidade podem ultrapassar os US$ 70.000 Para armazenamento de grandes quantidades de dados, são uma solução altamente eficiente, com um baixo custo por gigabyte (da ordem de 10 centavos de dólar, ou ao menos 60% menos do que a maioria dos HDs, e também já possuem agregado o valor de prover acesso sistemático a imensas quantidades de dados. O comprometimento no que tange a sua grande capacidade é seu tempo de acesso relativamente lento, o qual geralmente envolve manipulações mecânicas de fitas. Acesso aos dados numa biblioteca pode levar de vários segundos a vários minutos.
Por conta do seu acesso aleatório e elevada capacidade, bibliotecas de fitas são usadas primordialmente para backups e como estágio final de arquivamento digital. Uma aplicação típica desa última modalidade seria o registro extensivo das transações de uma organização com fins legais ou de auditoria. Outro exemplo é o HSM, no qual bibliotecas de fitas são usadas para armazenar arquivos usados raramente em sistemas de arquivos.
Bibliotecas de fita menores, com somente uma unidade de fita e um robot são conhecidas como autoloaders.

## Software de apoio
Existem vários pacotes de gerenciamento de bibliotecas em larga escala disponíveis comercialmente. O suporte Open Source inclui o AMANDA e o programa básico mtx.
A maioria das bibliotecas possuem a capacidade de escanear rótulos de código de barras, permitindo-lhes localizar a fita correta mesmo que ela não esteja no nicho esperado. Etiquetas pré-impressas estão disponíveis comercialmente, mas podem também ser geradas usando-se software tal como o HP DLT 4000 Barcode Labels.

## Fabricantes e marcas dominantes no mercado
- BDT AG
- IBM: TS3310, TS3500, 3582, 3583, 3584, 3494
- Overland Storage
- Quantum (comprou a ADIC em 2006)
- Spectra Logic
- Sun Microsystems (comprou a StorageTek em 2005): L25, L100, L180, L500, L700, L8500.
- Tandberg Data (comprou a Exabyte): StorageLibrary T40